# Halowe Mistrzostwa Europy w Lekkoatletyce 1972 – bieg na 1500 m mężczyzn
Bieg na 1500 metrów mężczyzn – jedna z konkurencji biegowych rozgrywanych podczas halowych lekkoatletycznych mistrzostw Europy w hali Palais des Sports w Grenoble. Rozegrano od razu bieg finałowy 12 marca 1972. Zwyciężył reprezentant Francji Jacky Boxberger. Tytułu zdobytego na poprzednich mistrzostwach nie bronił Henryk Szordykowski z Polski.

## Rezultaty

### Finał
Rozegrano od razu bieg finałowy, w którym wzięło udział 8 biegaczy.

Opracowano na podstawie materiału źródłowego.
| Miejsce | Zawodnik             | Czas    |
| ------- | -------------------- | ------- |
| 1       | Jacky Boxberger      | 3:45,66 |
| 2       | Spilios Zacharopulos | 3:46,08 |
| 3       | Jürgen May           | 3:46,62 |
| 4       | Juan Borraz          | 3:47,16 |
| 5       | Bram Wassenaar       | 3:47,61 |
| 6       | Jan Prasek           | 3:47,74 |
| 7       | Wiktor Siemiaszkin   | 3:47,76 |
| 8       | Herman Mignon        | 3:50,73 |